# 森雄祐
森 雄祐（もり ゆうすけ、1988年11月10日 - ）は、日本のラグビー選手。

## プロフィール
- 大阪府出身[1]。
- ポジションはスクラムハーフ(SH)。
- 身長 165cm、体重 75kg
- ニックネームはモリ。

## 略歴
3歳からラグビーを始めた。
2007年、東大阪大学柏原高校卒業後、摂南大学に入る。
2011年、摂南大学卒業後、近鉄ライナーズに加入。
2012年9月8日に行われたジャパンラグビートップリーグ第2節の福岡サニックスブルース（現・福岡サニックスブルース）戦に途中出場で公式戦初出場を果たした。
2018年、釜石シーウェイブスに加入。
2019年、釜石シーウェイブスを退団した。